# Cantó de Saint-Martin-d'Hères-Sud
El cantó de Saint-Martin-d'Hères-Sud  és un cantó francès del departament de la Isèra, situat al districte de Grenoble. Compta amb part del municipi de Saint-Martin-d'Hères.

## Municipis
- Saint-Martin-d'Hères

## Història
| Data d'elecció                           | Identitat       | Partit | Qualitat |
| ---------------------------------------- | --------------- | ------ | -------- |
| 1973-1999                                | Joseph Blanchon | PCF    |          |
| 1999-                                    | José Arias      | PCF    |          |
| les dades anteriors no són pas conegudes |                 |        |          |
|                                          |                 |        |          |

| 1962 | 1968 | 1975 | 1982 | 1990 | 1999   | 2007   |
| ---- | ---- | ---- | ---- | ---- | ------ | ------ |
| -    | -    | -    | -    | -    | 12.990 | 12.227 |